# نيلس يرني
نيلس كاي يرني (بالدنمركية: Niels Kaj Jerne) ـ (23 ديسمبر 1911 ـ 7 أكتوبر 1994) عالم مناعة دانمركي إنجليزي المولد. حصل على جائزة نوبل في الطب سنة 1984 بالمشاركة مع الألماني جورج كوهلر والبريطاني سيزار ميلشتاين "لنظرياتهم المتعلقة النوعية (بالإنجليزية: specificity)‏ التي يتسم بها تطور الجهاز المناعي ولاكتشافهم قواعد تكون الأضداد وحيدة النسيلة".

## النشأة
ترجع أصول أجداد يرني إلى جزيرة فانو الدنمركية، ولكن أبويه انتقلا سنة 1910 إلى لندن حيث ولد يرني سنة 1911، ثم انتقلت الأسرة إلى هولندا فقضى يرني شبابه في روتردام. وبعد دراسته للفيزياء لمدة عامين في جامعة ليدن، انتقل يرني إلى كوبنهاغن وتحول إلى دراسة الطب، ليتخرج في جامعة كوبنهاغن سنة 1947، وفي سنة 1951 حصل يرني على الدكتوراه، وكان عنوان أطروحته «دراسة عن الشره من خلال استجابة جلد الأرانب لخليط من توكسين ومضاد توكسين الدفتيريا»، بالإنجليزية: "A Study of Avidity Based on Rabbit Skin Responses to Diphteria Toxin-Antitoxin Mixtures".

## عمله البحثي
عمل يرني في الفترة بين عامي 1943 و1956 باحثاً بمعهد المصل الوطني الدنمركي، وفي تلك الفترة توصل يرني إلى نظرية حول تكوين الأجسام المضادة. وقد قيل إن هذه الفكرة العلمية المبدعة طرأت على ذهن يرني أثناء ركوبه الدراجة في كوبنهاغن في طريقه إلى العمل. وقد نال يرني مكانة عالمية بعد توصله إلى هذه النظرية. وفي عام 1956 انتقل يرني للعمل بمنظمة الصحة العالمية في جنيف، حيث شغل منصب رئيس قسمي المعايير الحيوية وعلم المناعة لمدة 6 سنوات، انتقل بعدها إلى الولايات المتحدة الأمريكية سنة 1962 ليعمل أستاذاً لعلم الجراثيم ورئيساً لقسم الجراثيم بجامعة بيتسبرغ لأربع سنوات، ثم عاد للعمل بمنظمة الصحة العالمية عضواً بالمجلي الخبراء الاستشاري في مجال علم المناعة منذ سنة 1962.
وفي سنة 1966 عاد يرني إلى أوروبا ليعمل أستاذاً للعلاج التجريبي بجامعة يوهان فولفغانغ فون غوته في فرانكفورت، ثم انتقل سنة 1969 إلى مدينة بازل السويسرية ليعمل مديراً لمعهد بازل لعلم المناعة، وهو المنصب الذي شغله حتى تقاعده سنة 1980. وقد كان يرني من رواد تطوير نظرية الشبكة المناعية في سبعينيات وثمانينيات القرن العشرين.

## الأسرة
تزوج يرني ثلاث مرات وأنجب ولدين من زوجته تييك يرني هما إيفار يرني (ولد سنة 1936) ودونالد يرني (ولد سنة 1941)، وولداً ثالثاً من غيرترود فيتشتاين هو أندرياس فيتشتاين سنة 1971.

## الألقاب الشرفية وعضوية الجمعيات العلمية
أطلق عليه زملاؤه لقب «المنظّر العظيم لعلم المناعة الحديث»، كما منح العديد من درجات الدكتوراه الفخرية وعضويات الجمعيات العلمية، وغير ذلك

### الدكتوراه الفخرية
حصل يرني على درجة الدكتوراه الفخرية من كل من:
- جامعة شيكاغو (1972)
- جامعة كولومبيا (1978)
- جامعة كوبنهاغن (1979)
- جامعة بازل (1981)
- جامعة إراسموس في روتردام (1983)

### عضوية الجمعيات العلمية
- عضو أجنبي شرفي بالأكاديمية الأمريكية للفنون والعلوم (1967)
- عضو بالأكاديمية الملكية الدنمركية للعلوم والآداب (1969)
- عضو أجنبي مشارك بالأكاديمية الوطنية (الأمريكية) للعلوم (1975)
- زميل الجمعية الملكية (1980)
- عضو أكاديمية العلوم الفرنسية (1981)

## وصلات خارجية
- نيلس يرني على موقع الموسوعة البريطانية (الإنجليزية)
- نيلس يرني على موقع مونزينجر (الألمانية)
- نيلس يرني على موقع إن إن دي بي (الإنجليزية)
- قرار لجنة نوبل لجائزة سنة 1984 (بالإنجليزية)
- السيرة الذاتية لنيلس يرني على موقع جائزة نوبل (بالإنجليزية)